# Мейта Світлана Миколаївна
Мейта Світлана Миколаївна (Гуменюк) (19 січня 1967, Здолбунів, Ріненський район, Рівненська область, Україна) — поетеса, філософ, кандидатка філософських наук (2009), членкиня Національної спілки письменників України (1999), лауреатка літературної премії імені В. Поліщука (2014).

## Біографія
Світлана Мейта народилася 19 січня 1967 року у місті Здолбунів Рівненської області. У 1989 році закінчила Рівненський педагогічний інститут (тепер Рівненський державний гуманітарний університет). Після здобуття педагогічної освіти тривалий час проживала з сім'єю у Польщі (м. Торунь, м. Мєндзижеч) та на Поділлі (м. Могилів-Подільський). У 2005 р. закінчила аспірантуру при кафедрі філософії РДГУ. Займається викладацькою діяльністю у Національному університеті водного господарства та природокористування. З 2014 року доцент кафедри українознавства.
У 1996 році випустила першу збірку віршів «Приречене зілля». Друкувалася у альманахах «Гранослов-97», «Alma-Mater», «Погорина», «Струни серця», та у часописах «Дзвін», «Провинция». Окремі твори покладені на музику композитором І. Кметем.
У 2007 році «Пісня» на слова Світлани Мейти стала переможцем Міжнародного конкурсу на кращий музичний твір на слова українського автора  у Любліні в Польщі.
З 1999 року - членкиня Національної спілки письменників України.

## Твори

### Вибрані твори
- Приречене зілля. — Рівне, 1996;
- Горіховий човник. — Рівне, 1997;
- Горина. — Костопіль, 2004;
- Любов у прихистку сльози. — Київ, 2004;
- Пора дощів. — Рівне, 2012.

### Вибрані праці
- Історія української культури: Навч. посіб. — Рівне, 2012;
- Острозький православний традиціоналізм: світоглядні пошуки та орієнтири. — Рівне, 2013.